# Seznam dílů seriálu Řada nešťastných příhod
Toto je seznam dílů seriálu Řada nešťastných příhod. Americký dramatický televizní seriál Řada nešťastných příhod byl zveřejněn na Netflixu.

## Přehled řad
| Řada | Díly | Premiéra na Netflixu |
| ---- | ---- | -------------------- |
| 1    | 8    | 13. ledna 2017       |
| 2    | 10   | 30. března 2018      |
| 3    | 7    | 1. ledna 2019        |

## Seznam dílů

### První řada (2017)
| Č. v seriálu | Č. v řadě | Původní název                | Režie            | Scénář              | Premiéra na Netflixu |
| ------------ | --------- | ---------------------------- | ---------------- | ------------------- | -------------------- |
| 1            | 1         | The Bad Beginning: Part One  | Barry Sonnenfeld | Daniel Handler      | 13. ledna 2017       |
| 2            | 2         | The Bad Beginning: Part Two  | Barry Sonnenfeld | Daniel Handler      | 13. ledna 2017       |
| 3            | 3         | The Reptile Room: Part One   | Mark Palansky    | Daniel Handler      | 13. ledna 2017       |
| 4            | 4         | The Reptile Room: Part Two   | Mark Palansky    | Emily Fox           | 13. ledna 2017       |
| 5            | 5         | The Wide Window: Part One    | Barry Sonnenfeld | Daniel Handler      | 13. ledna 2017       |
| 6            | 6         | The Wide Window: Part Two    | Barry Sonnenfeld | Daniel Handler      | 13. ledna 2017       |
| 7            | 7         | The Miserable Mill: Part One | Bo Welch         | Joe Tracz           | 13. ledna 2017       |
| 8            | 8         | The Miserable Mill: Part Two | Bo Welch         | Tatiana Suarez-Pico | 13. ledna 2017       |

### Druhá řada (2018)
| Č. v seriálu | Č. v řadě | Původní název                    | Režie            | Scénář         | Premiéra na Netflixu |
| ------------ | --------- | -------------------------------- | ---------------- | -------------- | -------------------- |
| 9            | 1         | The Austere Academy: Part 1      | Barry Sonnenfeld | Daniel Handler | 30. března 2018      |
| 10           | 2         | The Austere Academy: Part 2      | Barry Sonnenfeld | Joe Tracz      | 30. března 2018      |
| 11           | 3         | The Ersatz Elevator: Part 1      | Bo Welch         | Daniel Handler | 30. března 2018      |
| 12           | 4         | The Ersatz Elevator: Part 2      | Bo Welch         | Daniel Handler | 30. března 2018      |
| 13           | 5         | The Vile Village: Part 1         | Barry Sonnenfeld | Sigrid Gilmer  | 30. března 2018      |
| 14           | 6         | The Vile Village: Part 2         | Barry Sonnenfeld | Sigrid Gilmer  | 30. března 2018      |
| 15           | 7         | The Hostile Hospital: Part 1     | Alan Arkush      | Joshua Conkel  | 30. března 2018      |
| 16           | 8         | The Hostile Hospital: Part 2     | Alan Arkush      | Joshua Conkel  | 30. března 2018      |
| 17           | 9         | The Carnivorous Carnival: Part 1 | Loni Peristere   | Joe Tracz      | 30. března 2018      |
| 18           | 10        | The Carnivorous Carnival: Part 2 | Loni Peristere   | Joe Tracz      | 30. března 2018      |

### Třetí řada (2019)
| Č. v seriálu | Č. v řadě | Původní název             | Režie              | Scénář                     | Premiéra na Netflixu |
| ------------ | --------- | ------------------------- | ------------------ | -------------------------- | -------------------- |
| 19           | 1         | Slippery Slope: Part 1    | Jonathan Teplitzky | Daniel Handler             | 1. ledna 2019        |
| 20           | 1         | Slippery Slope: Part 2    | Jonathan Teplitzky | Daniel Handler             | 1. ledna 2019        |
| 21           | 3         | Grim Grotto: Part 1       | Liza Johnson       | Joshua Conkel              | 1. ledna 2019        |
| 22           | 4         | Grim Grotto: Part 2       | Liza Johnson       | Sigrid Gilmer              | 1. ledna 2019        |
| 23           | 5         | Penultimate Peril: Part 1 | Barry Sonnenfeld   | Joe Tracz                  | 1. ledna 2019        |
| 24           | 6         | Penultimate Peril: Part 2 | Barry Sonnenfeld   | Joe Tracz                  | 1. ledna 2019        |
| 25           | 7         | The End                   | Bo Welch           | Daniel Handler a Joe Tracz | 1. ledna 2019        |